# The Origin of the Feces
The Origin of the Feces (с англ. — «Происхождение фекалий») — второй студийный альбом американской готик-дум-метал-группы Type O Negative, выпущенный в 1992 году на лейбле Roadrunner Records. Создан как пародия на концертный альбом с имитацией шума толпы. Почти все песни на этом альбоме повторяют песни с дебютного Slow, Deep and Hard, но под другими названиями.

## История создания
После возвращения в США Roadrunner Records напомнили группе о контрактном обязательстве — выпуске концертного альбома. Получив от лейбла деньги, Type O Negative моментально их потратили, и вместо того, чтобы записать концертный альбом в Брайтон-Бич, они в домашних условиях переписали Slow, Deep and Hard и добавили якобы крики публики. Альбом был назван The Origin of the Feces (Происхождение фекалий; обыгрывается название знаменитой книги Чарльза Дарвина «Происхождение видов», The Origin of the Species, заложившей теорию эволюции), а на обложку поместили надпись «Not Live At Brighton Beach». Roadrunner были крайне возмущены, но альбом выпустили.
The Origin of the Feces представляет собой пародию на концертную запись, в нём представлены 4 песни с альбома Slow, Deep and Hard с наложенными звуками толпы и изменёнными названиями:
1. «Unsuccessfully Coping With the Natural Beauty of Infidelity» переименована в «I Know You’re Fucking Someone Else»
2. «Gravitational Constant: G = 6.67 x 10-8 cm-3 gm-1 sec-2» переименована в «Gravity»
3. «Prelude to Agony» переименована в «Pain»
4. «Xero Tolerance» переименована в «Kill You Tonight»

Также альбом включает кавер на песню «Paranoid» группы Black Sabbath и кавер «Hey Joe» (с изменённым текстом и переименованный в «Hey Pete») группы Jimi Hendrix Experience.
Первоначально обложкой альбома являлась черно-белая фотография ануса Питера Стила с названием группы и альбома, но из-за цензуры при переиздании альбома обложка сменилась на другую, изображавшую распространённую средневековую гравюру Пляски смерти с четырьмя скелетами, олицетворяющих участников группы, в характерном чёрно-зеленом оформлении.

## Список композиций
Вся музыка и тексты написаны Питером Стилом, кроме отмеченных.
1. «I Know You’re Fucking Someone Else» — 15:02
2. «Are You Afraid» — 2:13
3. «Gravity» — 7:13
4. «Pain» — 4:41
5. «Kill You Tonight» — 2:17
6. «Hey Pete» (Билли Робертс) — 5:10
  - Песня группы The Jimi Hendrix Experience's «Hey Joe» с новым текстом
7. «Kill You Tonight (Reprise)» — 7:08

### Бонус треки (в переиздании альбома)
1. «Paranoid» (Оззи Осборн, Тони Айомми, Гизер Батлер, Билл Уорд) — 7:20
  - кавер на Black Sabbath

## Участники записи
- Питер Стил — вокал, бас-гитара
- Кенни Хики — гитара, бэк-вокал
- Джош Сильвер — клавишные, бэк-вокал
- Сол Абрускато — ударные, бэк-вокал